# 聖徒教会
聖徒教会（せいときょうかい）は、東京都渋谷区に所在する、日本基督教団西南支区所属の教会である。

## 歴史
1957年霊南坂教会から初代牧師　吉田隆吉牧師により分派。
設立直後に解任されたため、当時教団西南支区長であった竹前　昇牧師を2代目牧師に招聘。
1999年会堂の老朽化により建て替えを実施し新会堂完成。
2002年3代目牧師　松井 睦牧師が就任し現在に至る。

## 集会
毎週日曜日の主日礼拝を軸とし各種集会を開催している。
主日礼拝　毎週日曜10時30分～
ランチタイム・パイプオルガンコンサート
４月～６月、９月～１１月　
毎月第１、２、３水曜日　午後0時15分～0時45分